# Trolleylijn 6 (Arnhem)
Trolleylijn 6 van Hermes (Breng) is een Arnhemse trolleybuslijn in de regio Arnhem Nijmegen, in de Nederlandse provincie Gelderland. Deze trolleybuslijn rijdt binnen Arnhem van Elsweide/HAN naar het Centraal Station.

## Route
De lijn verbindt de kleine wijk Elsweide en de HAN via Presikhaaf, 't Broek, het Velperplein, het Willemsplein met het Centraal Station.

## Geschiedenis
Dit lijnnummer bestaat voor dit traject sinds de dienstregeling van 2013. Het werd voordien gereden onder het lijnnummer 5. Nadat er eind 2010 een zijtak naar de wijk Schuytgraaf was bijgekomen, vertakte lijn 5 zich naar vijf verschillende eindroutes, wat verwarrend was voor de reizigers. Daarom kregen de ritten Elsweide - De Laar West eind 2012 het lijnnummer 6 en behielden de ritten Presikhaaf - Schuytgraaf het nummer 5. Op het gezamenlijke traject rijden de lijnen 5 en 6 beurtelings. In De Laar West gaan de bussen van lijn 6 over op lijn 2 en omgekeerd. Na 20.30 uur werd niet tussen station Arnhem Centraal en Elsweide gereden.
Per 12 december 2021 werd deze lijn ingekort tot het traject Centraal Station - Elsweide HAN (het traject naar De Laar West werd overgenomen door lijn 1) en wordt na 20.30 uur, in het weekeinde en schoolvakanties niet meer gereden.

## Frequenties
| Tijd          | Maandag t/m vrijdag |
| ------------- | ------------------- |
| 7:00 - 8:00   | 4x/uur              |
| 8:00 - 10:00  | 4x/uur              |
| 10:00 - 11:00 | 4x/uur              |
| 11:00 - 16:30 | 4x/uur              |
| 16:30 - 19:00 | 4x/uur              |
| 19:00 - 20:00 | 4x/uur              |